# 丰田纱厂
丰田纱厂又稱豐田紡織廠，是一家位於中國上海市梵皇渡路2250號的日資紗廠。旗下的商標有「豐年」、「菊花」、「雙鴨」。

## 歷史
1919年，丰田佐吉在极司非尔路設立紡紗工場，一開始工廠內有紡錠25000枚，1921年，工廠增加織机1,000台及紡錠33,000枚。1932年，豐田紗廠的東側設立第二厂。1937年時工廠有紡錠102,000枚，線錠16,400枚，織机2,150台。淞滬會戰時，丰田纱厂毁于炮火。國民革命軍撤出上海後，工廠逐步修复。此時工廠有布机9百余台。1945年秋，豐田紗廠被中華民國經濟部接收。工廠移交給中國紡織建設公司後更名上海第五紡織廠。
丰田纱厂里有一些日本左翼人士，他们同情和支持中国共產黨，在中国抗日戰爭和第二次国共内战时期掩护了中国共产党地下组织人员。

## 丰田纱厂職員住所
丰田纱厂高級職員居住在愚園路1249弄。丰田纱厂拿摩溫居住在安西路23弄。

## 丰田纱厂鐵工部
1921年，專門維修丰田纱厂機器的場所丰田纱厂鐵工部在萬航渡路2318號成立。1942年，丰田纱厂鐵工部改為豐田機械製造廠。豐田機械製造廠移交給中國紡織建設公司並改名上海第一機械廠。1950年，上海第一機械廠更名上海第一紡織機械廠。2000年後工廠遷移至他處，原本的廠房被空置。2007年，工廠重组为上海第一纺织机械有限公司。2007年3月，豐田紡織向上海第一纺织机械有限公司租用原丰田厂办公楼和食堂闢为纪念馆。2008年8月落成。纪念馆陈列厅展出档案史料、图片、1924年生产的纺织机以及丰田佐吉1890年发明的木制人力纺织机。第三次全国文物普查后列入上海市工业遺产名录。

## 丰田紡織廠慰安所
日本佔領上海後，第一師團於1938年1月初在豐田紗廠日軍小賣部創辦丰田紡織廠慰安所，成立初期有8名中國慰安婦。